# Abbott Lawrence Rotch

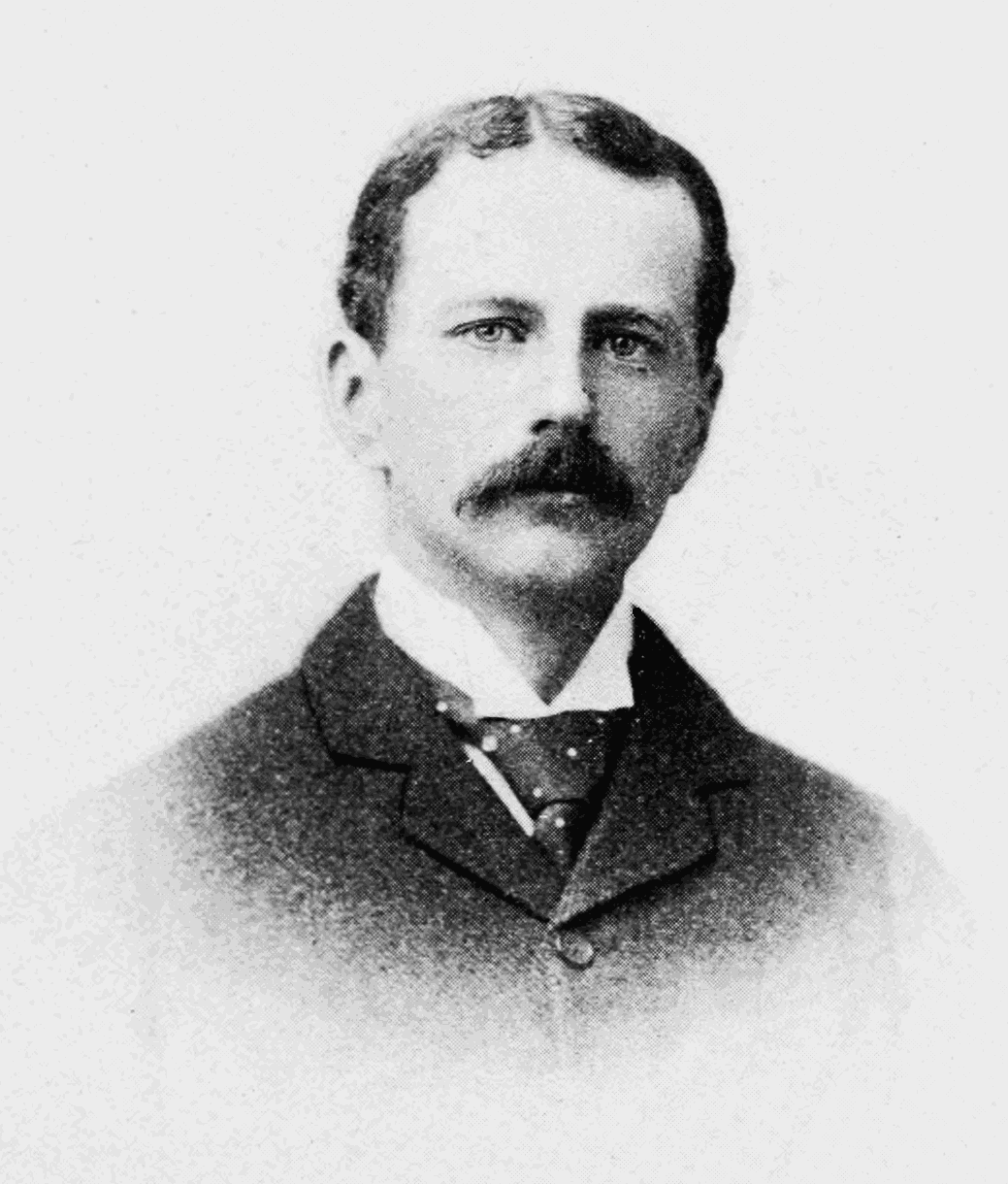

Abbott Lawrence Rotch (* 6. Januar 1861 in Boston; † 7. April 1912 in Milton, Massachusetts) war ein  US-amerikanischer Meteorologe und Gründer des Blue-Hill-Observatoriums, wo unter seiner Leitung 1894 der Wetterdrachen in die Aerologie eingeführt wurde.

## Leben
Rotch wurde in einer wohlhabenden Bostoner Familie als siebentes Kind von Benjamin Rotch (1817–1882) und dessen Frau Annie Bigelow Lawrence Rotch (1820–1893) geboren. In seiner Jugend unternahmen die Eltern mit ihm ausgedehnte Reisen nach Europa, wo er Schulen in Paris, Berlin und Florenz besuchte, sodass er fließend Französisch und Deutsch zu sprechen lernte. Schon in dieser Zeit nahm er Wetterbeobachtungen vor. Nach seinem Studium am Massachusetts Institute of Technology, das er 1884 abschloss, ermutigte ihn seine Mutter, ein eigenes meteorologisches Observatorium zu errichten. Als geeigneten Ort wählte er den 194 Meter hohen Great Blue Hill aus, der sich in der Nähe des in Milton gelegenen Sommersitzes der Familie befand. Die für den Bau einer kleinen steinernen Wetterwarte benötigten Mittel von 3500 US-Dollar konnte Rotch privat aufbringen. Am 31. Januar 1885 wurde das Observatorium eingeweiht, und im Februar wurden die ersten Messwerte aufgezeichnet. Zeit seines Lebens sorgte Rotch für regelmäßige Beobachtungen und Messungen. Für deren Fortsetzung nach seinem Tode stellte er testamentarisch Mittel zur Verfügung. Das Blue-Hill-Observatorium verfügt heute über die älteste ununterbrochene meteorologische Beobachtungsreihe in den USA.

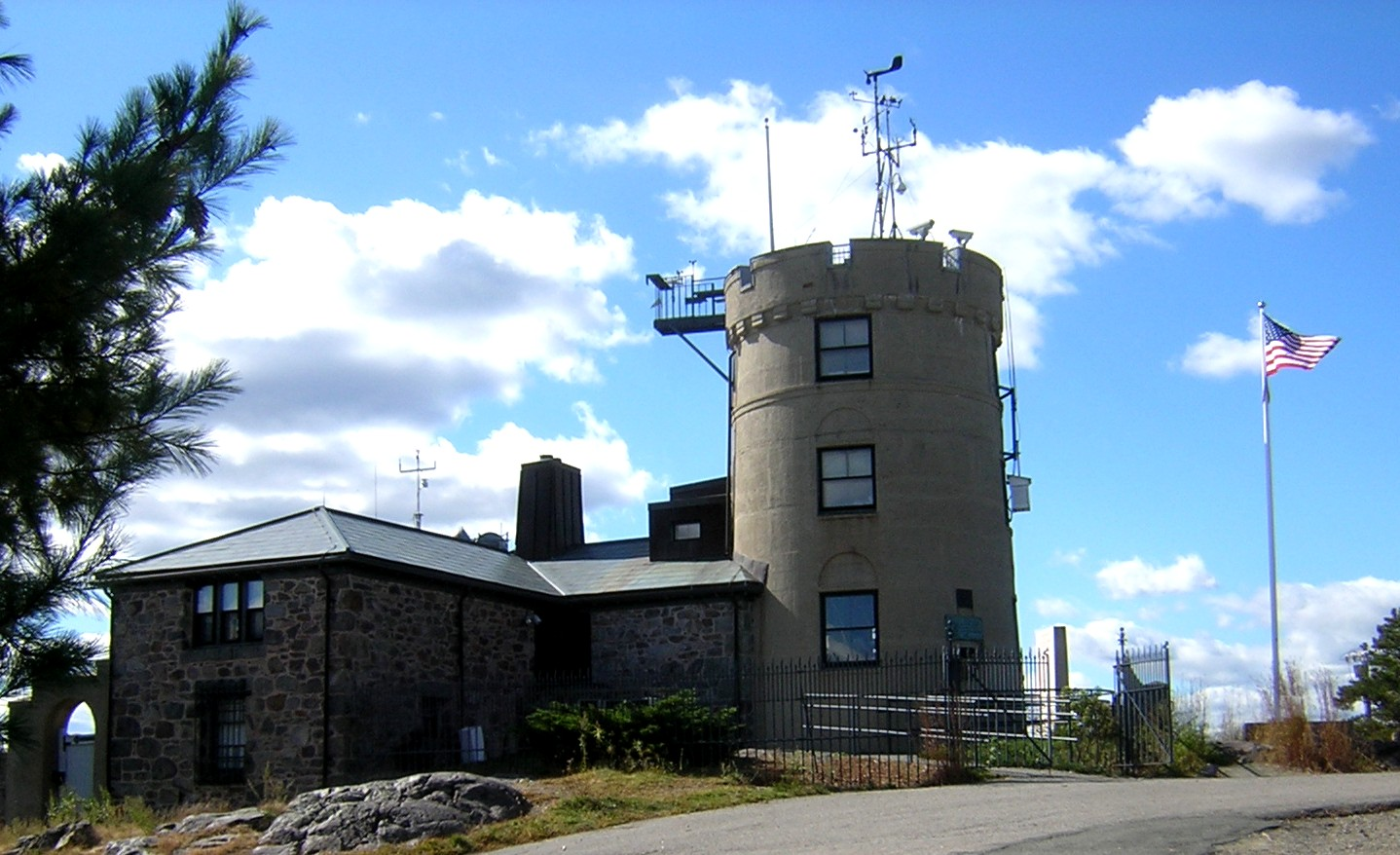
Das Blue-Hill-Observatorium 2009

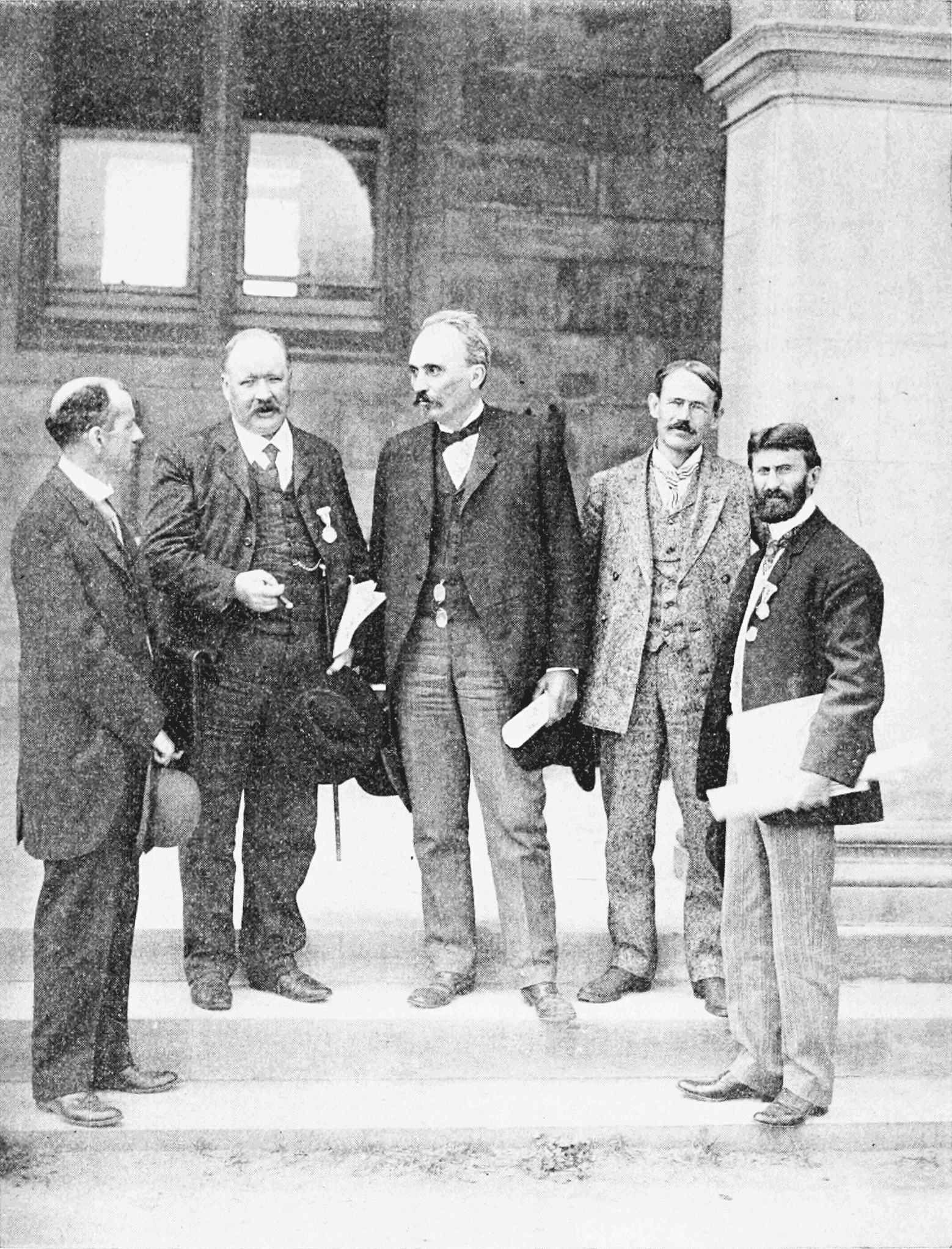
International Congress of Arts and Science, Saint Louis 1904, v. l. n. r.: Rotch, Svante Arrhenius, Francis E. Nipher, Clayton, Louis A. Bauer

Mit seinem Assistenten Henry Helm Clayton führte er ab 1886 umfangreiche Wolkenbeobachtungen und -messungen durch. Er war viel auf Reisen und pflegte intensive persönliche Kontakte zu den führenden europäischen Aerologen. Rotch war Mitglied des Deutschen Vereins zur Förderung der Luftschifffahrt und nahm auf Einladung Richard Aßmanns an einer der ersten wissenschaftlichen Ballonfahrten in Berlin teil. Am 24. Oktober 1891 begleitete er Arthur Berson auf der Fahrt des Vereinsballons M. W., der von Hans Groß geführt wurde. Bereits während der Pariser Weltausstellung von 1889 hatte er mit William Joseph Hammer an einer mehr als vierstündigen Ballonfahrt des Aeronauten Rufus Gibbon Wells (1830–1910) teilgenommen und dabei wissenschaftliche Beobachtungen angestellt.
1893 begleitete er William Henry Pickering nach Peru. Als Teil des astronomischen Bergobservatoriums Arequipa am Vulkan Chachani installierte er eine automatische Wetterstation in etwa 5000 m Höhe. Anschließend reiste er mit Pickering und Andrew Ellicott Douglass nach Chile in die Totalitätszone der Sonnenfinsternis vom 16. April 1893.
1894 wurden am Blue-Hill-Observatorium erste Versuche unternommen, registrierende Messgeräte von Drachen in höhere Luftschichten transportieren zu lassen. Gemeinsam mit William Abner Eddy (1850–1909) gelang es am 4. August, einen Thermografen durch ein Gespann aus fünf Eddy-Drachen auf eine Höhe von 436 Metern zu befördern. Im August 1895 wurde zum Transport eines Messgeräts für Luftdruck und Temperatur erstmals ein von Lawrence Hargrave (1850–1915) entwickelter Kastendrachen eingesetzt, der in weiterentwickelter Form von allen wichtigen aerologischen Stationen der Welt übernommen wurde. 1896 erreichten die Drachen am Blue-Hill-Observatorium eine Höhe von 2000, 1900 von 4600 Metern. Am 22. August 1901 ließ Rotch erstmals einen Drachen bei windstillem Wetter von Bord eines Dampfschiffs aufsteigen. Er demonstrierte damit die besondere Eignung des Wetterdrachens für die Untersuchung der freien Atmosphäre über den Ozeanen. Bis in die 1940er Jahre war der Wetterdrachen ein wichtiges Hilfsmittel der Aerologen, das den Einsatz von Wetterballons ergänzte.
1905, 1906 und 1907 charterte Rotch gemeinsam mit Léon-Philippe Teisserenc de Bort einen Dampfer und studierte die atmosphärischen Verhältnisse im östlichen Atlantik von den gemäßigten Zonen bis zum Äquator. Mit Hilfe von Pilotballons, deren Bahnen er verfolgte, untersuchte er Windstärken und -richtungen in verschiedenen Höhen. Ergänzt durch die Ergebnisse der Expeditionen Hugo Hergesells mit dem Fürsten von Monaco 1904 bis 1907 und der von Arthur Berson und Hermann Elias unternommenen Ostafrika-Expedition des Meteorologischen Observatoriums Lindenberg im Jahre 1908 führte das zu einem grundlegenden Verständnis der Luftzirkulation in den Tropen. 1906 wurde Rotch zum ersten Professor für Meteorologie an der Harvard-Universität in Cambridge, Massachusetts, berufen.
Um Wetterbeobachtungen in größeren Höhen vornehmen zu können, bestieg Rotch zahlreiche Berge in Nord- und Südamerika sowie in Europa. Am Mont Blanc versuchte er sich sechsmal, wobei er den Gipfel dreimal erreichte.
Rotch starb am 7. April 1912 nach einer Blinddarmoperation. Er vermachte sein Observatorium testamentarisch der Harvard-Universität und stiftete 50.000 US-Dollar für den weiteren Betrieb.
Rotch war seit dem 25. November 1893 mit Margaret Anderson (1866–1941) verheiratet. Aus der Ehe gingen die Töchter Elizabeth, Margaret und Kathleen sowie der Sohn Arthur hervor.

## Ehrungen
Rotch war Mitglied der Internationalen Kommission für wissenschaftliche Luftfahrt und Ehrenmitglied der englischen, deutschen und österreichischen meteorologischen Gesellschaften. 1888 wurde er in die American Academy of Arts and Sciences gewählt. Die französische Regierung ernannte ihn 1889 zum Chevallier der Ehrenlegion. Kaiser Wilhelm II. verlieh ihm den Roten Adlerorden III. Klasse.

## Schriften (Auswahl)
- An Account of the Foundation and Work of the Blue Hill Observatory. Alfred Mudge & Son, Boston 1887
- Studies of the Upper Air. Boston 1895
- Sounding the Ocean of Air. Young & Co., New York 1900
- The circulation of the atmosphere in the tropical and equatorial regions. 1902, deutsche Übersetzung: Die Cirkulation der Atmosphäre in den Tropen und am Äquator. Braunschweig 1902
- Benjamin Franklin and the First Balloons. Davis Press, Worcester 1907
- The Conquest of The Air. Moffat, Yard & Co., New York 1909